# سلما بنت عبدالله
سلما بنت عبدالله (عربی: سلمی بنت عبدالله;متولد ۲۶ سپتامبر ۲۰۰۰) دختر دوم و فرزند سوم از ملک عبدالله دوم و ملکه رانیا است. شاهدخت سلما جزئی از خانواده هاشمی و ۴۴مین نسل از محمد پیامبر اسلام است.